# Thomas Müller-Schneider
Thomas Müller-Schneider (* 7. Juni 1961 in Würzburg) ist ein deutscher Soziologe.

## Leben
Von 1983 bis 1992 studierte Thomas Müller Soziologie an der Universität Bamberg (1987 Diplom, 1992 Promotion zum Dr. rer. pol.). Nach der Habilitation 1999 im Fach Soziologie und Tätigkeit als Privatdozent in Bamberg ist Müller-Schneider seit 2003 Professor für Soziologie an der Universität Koblenz-Landau am Campus Landau (seit 2023: Rheinland-Pfälzische Technische Universität Kaiserslautern-Landau).
Seine Forschungsschwerpunkte sind Methoden der empirischen Sozialforschung, Sozialstruktur und Lebensstile und sozialer Wandel.

## Schriften (Auswahl)
- Schichten und Erlebnismilieus. Der Wandel der Milieustruktur in der Bundesrepublik Deutschland. Wiesbaden 1994, ISBN 3-8244-4147-0.
- Zuwanderung in westliche Gesellschaften. Analyse und Steuerungsoptionen. Opladen 2000, ISBN 3-8100-2692-1.
- mit Lothar Bluhm, Markus Schiefer Ferrari und Christoph Zuschlag (Hg.): „Das süße Wort: Ich liebe dich“. Konstellationen der Liebe in Literatur, Kunst und Wissenschaft. Baden-Baden 2018, ISBN 978-3-8288-4258-8.
- Liebe, Glück und menschliche Natur. Eine biokulturelle Analyse der spätmodernen Paargesellschaft. Gießen 2019, ISBN 3-8379-2868-3.